# Smile (찰리 채플린의 노래)
Smile은 마이클 잭슨의 앨범 HIStory: Past, Present and Future, Book I에 수록된 곡이다.이 곡은 1997년 12월에 발매됐으며, 본래 찰리 채플린의 곡이었는데, 리메이크 한 곡이다.
전 세계에서 100위 안에 진입했고, 2009년 7월 잭슨의 장례식 때 그의 형인 저메인 잭슨이 이 곡을 불렀다.